# NGC 6174
NGC 6174 je jedan do danas nepotvrđeni objekt u zviježđu Herkulu. Sva promatranja poslije nisu na tom položaju uočila nikoji objekt. 

## Vanjske poveznice
- (engl.) SEDS: NGC 6174
- (engl.) Hartmut Frommert: Revidirani Novi opći katalog
- (engl.) Izvangalaktička baza podataka NASA-e i IPAC-a
- (engl.) Astronomska baza podataka SIMBAD
- (engl.) VizieR
- (engl.) Auke Slotegraaf: NGC 6174 Deep Sky Observer's Companion
- (engl.) NGC 6174  Arhivirana inačica izvorne stranice od 16. lipnja 2016. (Wayback Machine) DSO-tražilica
- (engl.) Courtney Seligman: Objekti Novog općeg kataloga: NGC 6150 - 6199